# Henry Morton Stanley
Henry Morton Stanley, nacido John Rowlands (Denbigh, Gales; 28 de enero de 1841 - Londres, Inglaterra; 10 de mayo de 1904), fue un explorador y periodista británico nacionalizado estadounidense, famoso por sus expediciones a la entonces misteriosa África Central, en una de las cuales encontró al desaparecido David Livingstone. Fue uno de los principales colaboradores del rey Leopoldo II de Bélgica en las atrocidades cometidas en la explotación del Estado Libre del Congo.

## Biografía

### Nacimiento y juventud
Stanley nació en Denbigh, Gales, cuando su madre, Elizabeth Parry, tenía 19 años. Según su certificado de nacimiento era hijo ilegítimo y el estigma de la ilegitimidad supuso una pesada carga para él durante toda su vida. Tuvo una infancia llena de maltratos y de lucha por su existencia. Fue criado por su abuelo hasta la edad de cinco años, y cuando este murió, vivió durante un corto período con algunos primos y sobrinos maternos, pero poco después fue enviado a St. Asaph Union Workhouse, institución de acogida para pobres, donde el hacinamiento y la falta de control daban lugar a frecuentes abusos de los chicos mayores y de los rectores de la institución. Cuando tenía diez años, su madre y dos hermanos permanecieron durante un tiempo en esta institución, sin que Stanley supiera quienes eran. Allí permaneció hasta los quince años, momento en que huye de la institución y marcha a su aldea natal. Completó una educación elemental y colaboró como ayudante de profesor en una escuela nacional. 
En 1859, es contratado en el puerto de Liverpool, en el barco Windermeer, con rumbo a Nueva Orleáns. En el barco también sufre una dura travesía, que le lleva a saltar a tierra en cuanto avistan Nueva Orleáns, sin esperar a cobrar sus jornales pendientes. En Nueva Orleans, tomó el apellido Stanley al ser adoptado por un comerciante estadounidense, y poco después participó en la guerra civil estadounidense.
Al finalizar la guerra, comenzó su carrera como periodista, escribiendo como corresponsal desde el oeste americano. En 1867 entrevistó a la leyenda del salvaje oeste Wild Bill Hickok. En 1868 acompañó como cronista a las tropas de la Expedición británica a Abisinia, la expedición punitiva y de rescate que realizaban los ingleses contra el Negus Teodoro II de Etiopía. Más tarde emprendió expediciones al Imperio otomano, visitando Grecia, Esmirna, Beirut y Alejandría; también es enviado a España, donde presencia la guerra carlista y asiste a la caída de la reina Isabel II y aprende un perfecto español.

### En busca de Livingstone

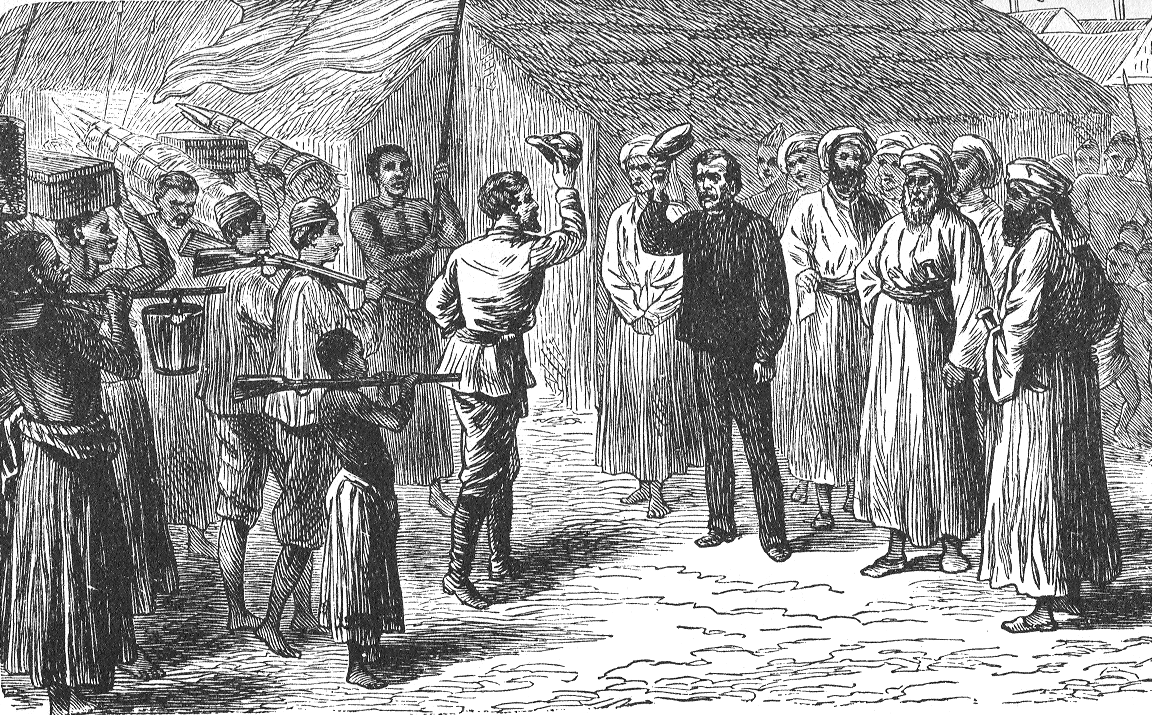
"Dr. Livingstone, I presume?" (¿El doctor Livingstone, supongo?). Ilustración de 1876 del encuentro entre Stanley y Livingstone.

En el año 1869 en París, el editor del New York Herald, James Gordon Bennett, Jr., le encargó la búsqueda del explorador y misionero David Livingstone, del que no se tenía noticia desde hacía algunos años. Le indica que antes de eso asista como corresponsal a la inauguración del canal de Suez, para luego ir a Jerusalén, Constantinopla, Crimea y llegar a la India a través del Cáucaso, Irak y el Éufrates. Tras este periplo Stanley viajó hasta la isla de Zanzíbar en 1871 y organizó una expedición para localizar al misionero escocés.
El objetivo de la expedición era la aldea de Ujiji, en el lago Tanganica, donde esperaba localizar a Livingstone. Lo encontró, gravemente enfermo, el 10 de noviembre de 1871. En el momento del encuentro fue cuando pronunció la célebre frase: «El doctor Livingstone, supongo». Trabó bastante amistad con el médico escocés y juntos exploraron la parte norte del lago Tanganica. Al terminar su recorrido, Stanley volvió solo a las costas de Zanzíbar, sin que Livingstone quisiera acompañarlo.
De vuelta a Gran Bretaña, advirtió que casi nadie creía lo que contaba de su encuentro y que se dudaba de la autenticidad de las cartas supuestamente firmadas por Livingstone.

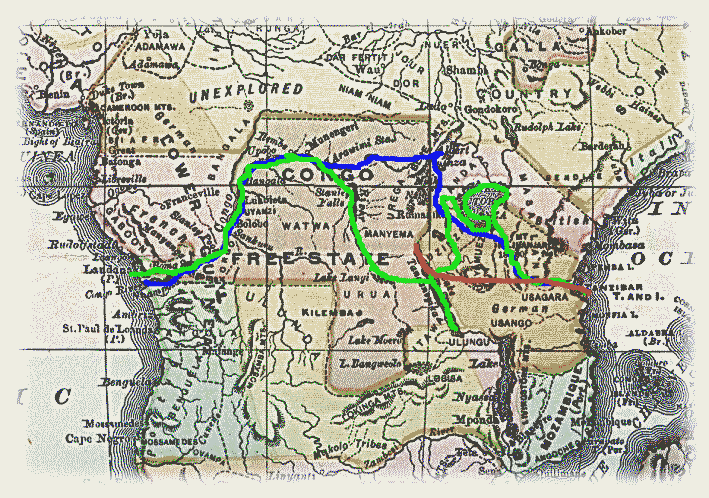
Rutas seguidas por Stanley en sus viajes africanos. Viaje de 1871-1872 en rojo, viaje de 1874-1877 en verde y viaje de 1888-1889 en azul.

### Expedición al río Congo (1874-1877)
En 1874, el periódico británico Daily Telegraph y el estadounidense New York Herald financiaron conjuntamente otra expedición al continente africano, uno de cuyos objetivos era resolver el último gran misterio de la exploración africana, el seguimiento del curso del río Congo hasta el mar. 
Partió el 12 de noviembre de 1874, de la isla de Zanzíbar, en el océano Índico y después de 999 días, el 9 de agosto de 1877, Stanley llegó a Boma, un puesto avanzado portugués en la desembocadura atlántica del río Congo. En su viaje alcanzó los lagos Victoria y Tanganica, que circunnavegó, y siguió hacia el río Lualaba para comprobar si continuaba en el río Nilo, como pensaba Livingstone o hacia el oeste para continuar en el río Congo. En la expedición partieron 356 personas, de las que solo 114 alcanzaron el final, siendo Stanley el único europeo que lo consiguió.

### Reivindicación del Congo para el rey Leopoldo II
Stanley fue contratado por el ambicioso rey Leopoldo II de Bélgica, que en 1876 había organizado una asociación científica y filantrópica internacional, a la que había denominado Sociedad africana internacional, que encubría una empresa particular del rey. El rey exponía sus intenciones de introducir la civilización occidental y la religión en esa parte de África, pero ocultaba su deseo de apropiarse de las tierras en beneficio propio. 
Stanley regresó al Congo por mandato del rey y negoció con los jefes tribales para obtener concesiones de terrenos. Construyó algunas carreteras para abrir el país. De esta manera, Stanley, que ya tenía acusaciones de maltrato, desprecio e inclusive asesinato de los nativos, contribuyó a una de las páginas más oscuras de la historia del siglo XIX (ver Estado Libre del Congo).

### Falso rescate de Emin Bajá
La última misión de Stanley en el continente africano fue la de rescatar a Mehmet Emin Bajá, un naturalista y físico alemán en grave peligro de muerte por los seguidores del Mahdi. 

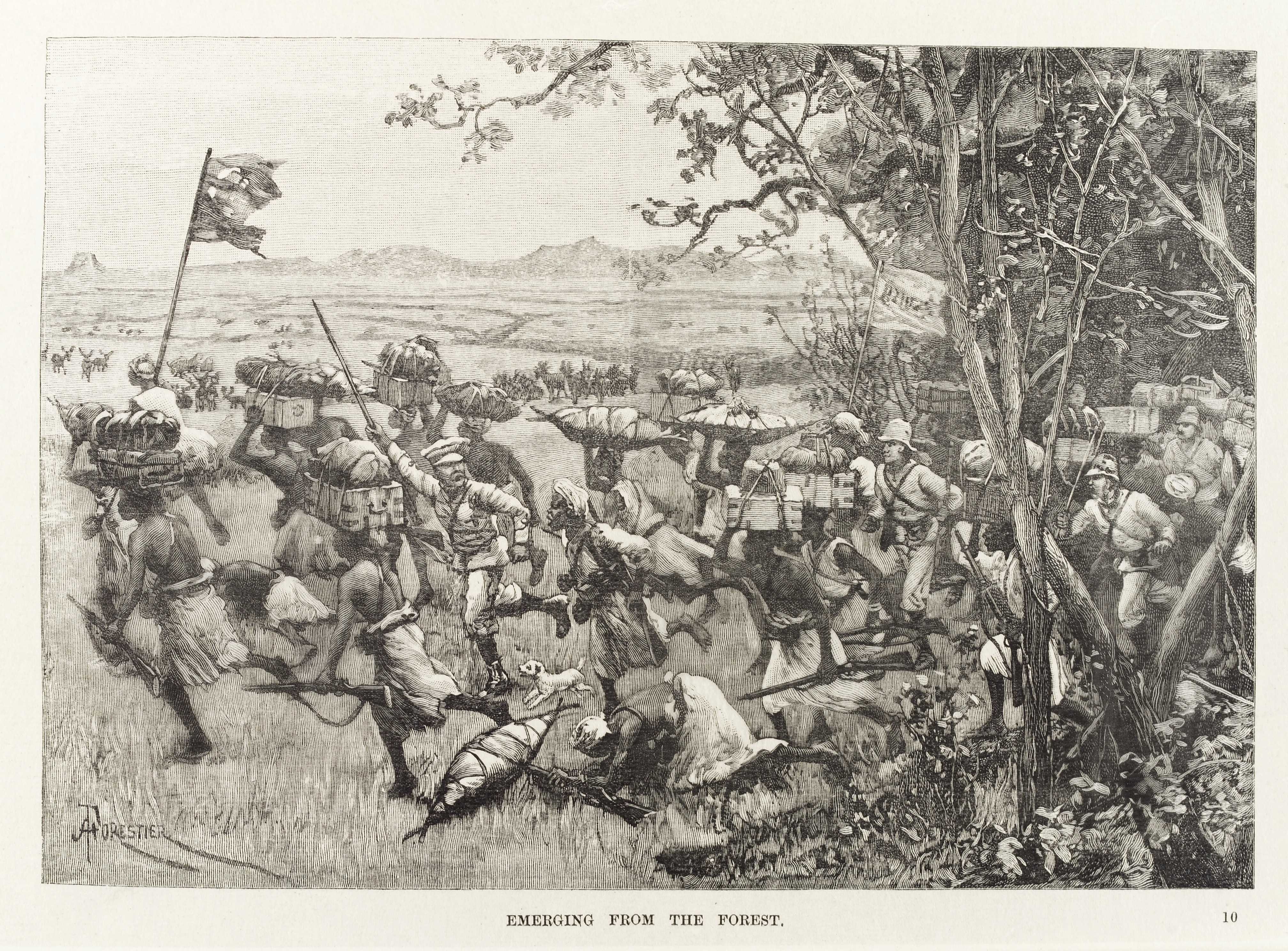
La expedición de rescate de Emin Pasha saliendo de la selva

#### Preparativos
Por esta razón, el filántropo escocés William MacKinnon planeó una misión de rescate que sería sufragada por él mismo. Para encabezarla pensó en Stanley, que a pesar de su mala fama seguía siendo prácticamente el único europeo con experiencia en África central. Henry Stanley había terminado su trabajo en el Congo, pero seguía bajo contrato de Leopoldo II, por lo que MacKinnon y el propio Stanley, que aceptó la propuesta sin pensárselo dos veces, marcharon a Bruselas para negociar con el rey en persona. Este no solo dio su permiso a Stanley para partir, sino que se comprometió a poner los medios necesarios para el viaje de vuelta, con la condición de que este y también el de ida se hiciesen remontando el río Congo (y no desde Kenia como estaba previsto inicialmente), y de paso, asegurasen para Leopoldo el curso alto del río.
En 1887, a su regreso a Londres para planificar la nueva expedición, Stanley pudo ver cómo su popularidad en Gran Bretaña se estaba recuperando. La nueva expedición volvió a batir el récord como la mayor y mejor equipada de la Historia, contando con un barco, el Advance, cuya carga sería transportada por doce equipos de porteadores, e incluso varios cañones del recién inventado modelo Maxim, cedidos por el propio inventor, Hiram Maxim. 
Los oficiales elegidos para la expedición fueron James S. Jameson, cazador de grandes animales, viajero y artista, John Rose Troup, empleado del Estado Libre del Congo, los militares británicos R. H. Nelson, William Bonny, William G. Stairs y Edmund Barttelot, este último destacado hasta entonces en la India, A. J. Mounteney-Jephson, marino mercante, Thomas Heazle Parke, médico militar destacado en Alejandría y William Hoffmann, criado personal de Stanley.

#### Desarrollo de la expedición

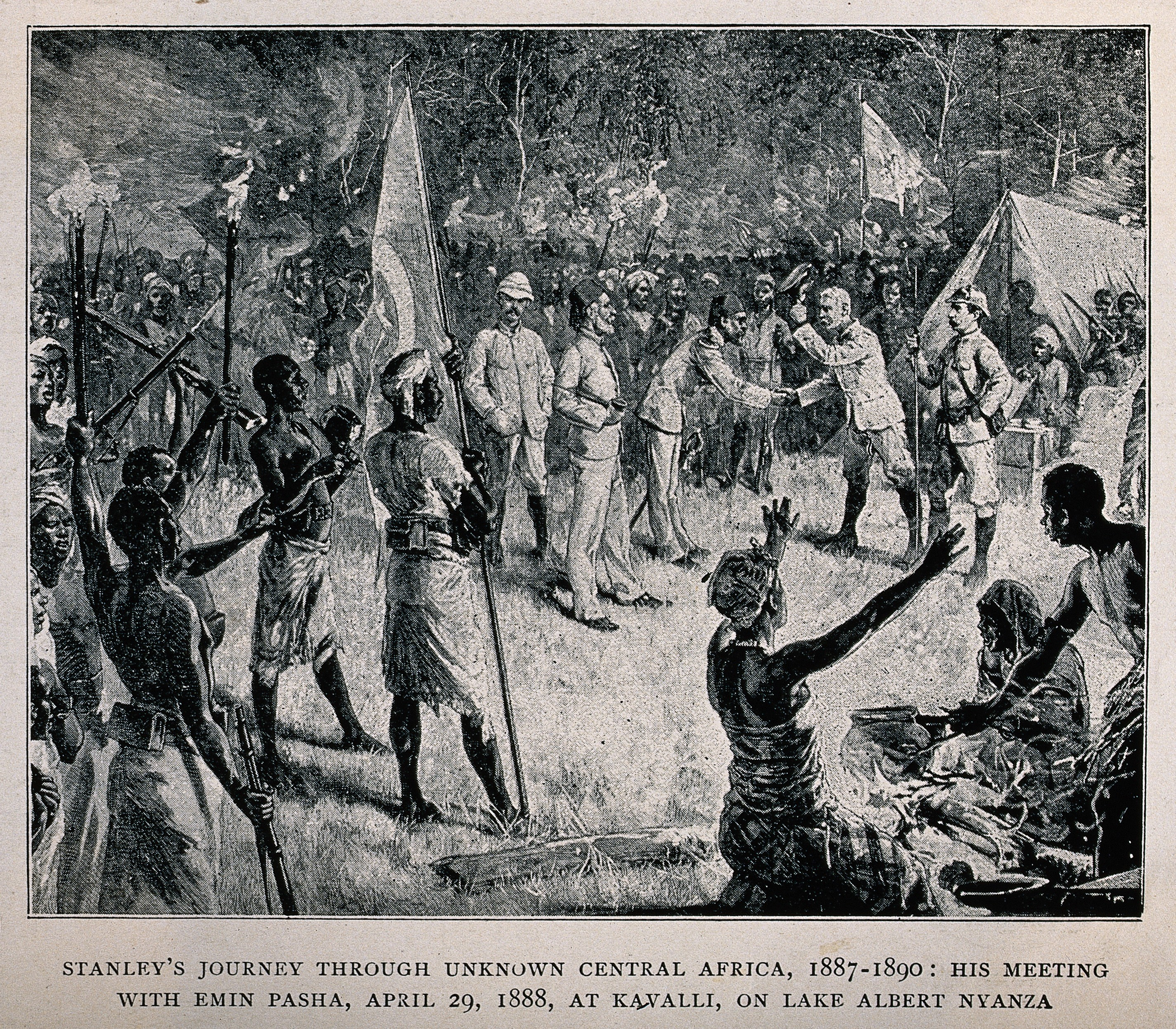
Encuentro de Henry Morton Stanley con Emin Pasha

El 21 de enero de 1887 partió de Inglaterra y llegó seis días después a El Cairo, donde le comunicaron la última información que manejaba el gobierno anglo-egipcio sobre el paradero de Bajá y se les permitió continuar bajo pabellón egipcio, a pesar de que se mostraron contrarios a la nueva ruta a través del Congo. Volvieron a embarcar en Suez y tras una breve parada en Adén, llegaron el 22 de febrero a Zanzíbar, inicio de casi todas las grandes expediciones europeas al continente negro. Tras tres días de negociaciones con el sultán de Zanzíbar y el mercader y negrero Tippu Tip se consiguió un nuevo barco, el Madura, provisiones y porteadores suficientes. El acuerdo con Tippu Tip, muy criticado posteriormente en Europa, se comprometía a poner bajo su mando la región de las Cataratas Stanley y cederle una parte de las 75 toneladas de marfil que Stanley preveía traer de vuelta desde Equatoria.
El 18 de marzo, tras bordear todo el sur de África, la expedición arribó a Banana, en la desembocadura del Congo. Desde allí fueron al puerto de Matadi y luego hasta Léopoldville. El progreso de la expedición fue lentísimo debido a que coincidió con la estación lluviosa, y las provisiones escasearon pronto. Al llegar a Léopoldville, Stanley comprobó que la "flota" que Leopoldo le había prometido para remontar el Congo, solo se componía de un barco, el Stanley. Como evidentemente no era suficiente para cargar todas las armas, provisiones y personal, Stanley requisó tres barcos más en nombre del rey: el Florida, que estaba terminando de construirse, y los Peace y Henry Reed que fueron tomados a los misioneros de la zona en medio de grandes protestas. Como aun así no eran suficientes, debieron dejar parte de la carga en Léopoldville y dividirse en dos expediciones distintas que planeaban unirse de nuevo en Yambuya, a orillas del río Aruwimi, un afluente norteño del Congo, y proseguir hasta Equatoria desde allí. Una vez en Yambuya, los nativos rehusaron alojar la expedición, por lo que Stanley ordenó atacarlos con todas sus fuerzas hasta que huyeron a refugiarse en la selva. La desierta Yambuya se convirtió en un campamento militar fortificado. Posteriormente, el Henry Reed, con Barttelot y Tippu Tip a bordo, prosiguió hasta las cataratas Stanley, donde el negrero rompió su palabra y abandonó la expedición sin proporcionar nuevos porteadores en la zona. Barttlelot volvió a Yambuya sin él, con solo una vaga promesa de Tip de enviarle algunos refuerzos.
El cruce de las densas selvas de Ituri fue la parte más difícil del viaje. De los 389 hombres que dejaron inicialmente Yambuya, solo 169 consiguieron sobrevivir debido a las enfermedades, los combates con los pigmeos y negreros árabes y la propia severidad de Stanley. En los campamentos árabes de Ugarrowwa's e Ipoto debieron cambiar gran parte de su armamento y equipos por provisiones para poder continuar. Continuaron mientras el bosque iba siendo sustituido por praderas hasta llegar al lago Alberto el 13 de diciembre, donde las últimas informaciones situaban a Emin Pasha, pero él no estaba allí y los nativos dijeron no haber visto un europeo en años. Mientras acampaba en el fuerte Bodo, construido por él en la aldea de Ibwiri, Stanley recibió el 18 de abril de 1888 una carta de Pasha en la que decía que había oído hablar de la expedición de rescate un año antes y que los rumores de su llegada le habían llevado en marzo hasta el lago Alberto, donde le esperaba.

#### Encuentro con Bajá y viaje de vuelta
El encuentro con Emin Bajá no fue como se lo había imaginado. El alemán, que vestía y actuaba como un africano (de tal manera que había engañado a la población del lago Alberto), no mostraba ningún tipo de miedo o ansiedad por los rebeldes sudaneses ni consideraba que corriese para entonces peligro alguno o que le hiciese falta algún tipo de rescate; aun así, brindó de buen grado con el champán que Stanley se había traído para tal evento desde Europa y dio todos los alimentos necesarios a sus rescatadores, que ahora se habían convertido en rescatados. Stanley no consiguió convencer a Pasha de que volviera con él, así que tras un mes de discusiones dejó el campamento tras dar algunas municiones a Bajá y volvió al fuerte Bodo.

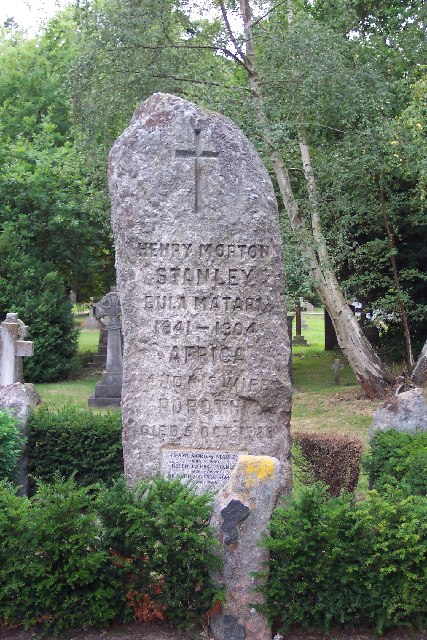
Tumba de Stanley en Pirbright, Inglaterra

Allí encontró a Stairs, que había vuelto de Ungarrowwa's con solo 14 supervivientes, junto a los hombres que había dejado en Bodo. Al iniciar el viaje de vuelta descubrió los Montes Ruwenzori, y prosiguió rumbo a Yambuya en busca de la segunda columna en que se había dividido la expedición, de la que no había recibido signos de vida desde hacía mucho tiempo. El 17 de agosto encontró a Bonny y un puñado de sus porteadores en Banalya, a 90 millas de Yambuya. Barttelot fue muerto de un disparo durante una disputa, Jameson y Troup habían sido abandonados enfermos de fiebres y Ward había abandonado la expedición y descendido el río Congo de nuevo con la intención de volver a Londres, pues daba a Stanley por perdido tras casi un año sin noticias suyas. 
La expedición apenas contaba con 412 supervivientes en el viaje de vuelta, 124 de los cuales estaban demasiado enfermos para cargar algún equipaje. El 16 de enero de 1889, recibió una nueva carta de Emin Pasha, que le desveló el paradero de Jephson: los propios hombres de Pasha lo habían capturado en el lago Alberto y sometido a arresto. Posteriormente, un grupo de los oficiales de Pasha se rebeló contra él y lo sometió a arresto domiciliario en Dufile hasta noviembre. Aún en esa situación, Pasha se negó a volver con Stanley una vez más, pero finalmente accedió. El 17 de febrero se reunió de nuevo con Stanley acompañado de 65 de sus soldados en el lago Alberto. En los meses siguientes más soldados y las familias de estos, tal vez temiendo represalias de los nuevos gobernantes de Equatoria, se unieron a la expedición con el objetivo de llegar a la costa.
Al pasar por los Ruwenzori, Stairs aprovechó para coronar su cima, siendo el primer europeo que lo conseguía. Posteriormente siguieron la ribera de los lagos Eduardo y Jorge, y cruzaron las aguas del lago Victoria. Al otro lado Stanley firmó dos tratados con los reyes de Ankole y Karagwe, en la actual Uganda, que fueron utilizados años más tarde por los británicos para reclamar la propiedad del país. El 15 de agosto alcanzaron la misión de Usambiro y se enteraron de las disputas entre alemanes y británicos por la colonización de África oriental. Al aproximarse a la costa encontraron patrullas alemanas y fueron escoltados por el general germano Hermann von Wissmann hasta el puerto de Bagamoyo. Allí se quedó Emin Pasha, aquejado de una enfermedad de la que no se recuperaría hasta 1890. Desde Bagamoyo partieron a Zanzíbar, donde dejaron los escasos lugareños que habían sobrevivido a la expedición, luego a Egipto, donde se quedaron los egipcios y sudaneses, y finalmente a Inglaterra, donde terminaron los europeos.

### Últimos años
A su regreso a Europa, Henry se casó con la artista galesa Dorothy Tennant y juntos adoptaron a un niño llamado Denzil. En 1899 fue nombrado Caballero de la Corona británica en reconocimiento por sus servicios al Imperio Británico en África.
Stanley murió en Londres el 10 de mayo de 1904.

## Acusaciones de violencia
El también explorador Richard Burton, contemporáneo de Stanley, le acusó de explotar a sus porteadores y de «disparar contra los negros como si fueran monos». Burton detestaba a Stanley por destruir su teoría de que el lago Tanganica, que había descubierto, era la verdadera fuente del Nilo, lo cual favorecía al rival de Burton, John Hanning Speke. 